# Нильсен, Боардур оа Стайг
Боардур оа Стайг Нильсен (фар.  Boardur oa Steig Nielsen; 16 апреля 1972, Вестманна, Фарерские острова) — фарерский политический и государственный деятель, премьер-министр Фарерских островов (16 сентября 2019 — 22 декабря 2022).
Лидер Фарерской партии Союза (с 24 октября 2012). 
Депутат парламента Лёгтинга, министр финансов (2004—2007), министр социальных дел (2022), министр иностранных дел (2022), предприниматель, спортсмен.

## Биография
Изучал экономику бизнеса в Орхусском университете в Дании. С 1993 года работал в различных компаниях Фарерских островов.
В 2002 году был впервые избран в парламент страны, несколько раз переизбирался в Лёгтинг, был членом юридического комитета парламента. С февраля 2004 по май 2007 года работал министром финансов Фарерских островов.
В 2019—2022 годах занимал пост премьер-министра Фарерских островов.
Спортсмен. Многолетний вратарь гандбольной команды «VÍF Vestmanna» и бывший член гандбольной сборной Фарерских островов.
Женат, имеет четверых детей.